# Vera Krepkina
Vera Samojlovna Kalašnikova, coniugata Krepkina (in russo Вера Самойловна Калашникова-Крепкина?; Kotel'nič, 15 aprile 1933 – Kiev, 25 aprile 2023), è stata una lunghista e velocista sovietica.

## Biografia
Nata con il nome di Вера Самойловна Калашникова (traslitterato Vera Samoilovna Kalashnikova), ai Giochi della XVII Olimpiade vinse l'oro nel salto in lungo ottenendo un risultato migliore della polacca Elżbieta Krzesińska (medaglia d'argento) e della tedesca Hildrun Claus.

## Palmarès
| Anno | Manifestazione  | Sede | Evento         | Risultato | Misura | Note            |
| ---- | --------------- | ---- | -------------- | --------- | ------ | --------------- |
| 1960 | Giochi olimpici | Roma | Salto in lungo | Oro       | 6,37 m | Record olimpico |